# جوزيف دوفي (لاعب كريكت)
جوزيف دوفي (بالإنجليزية: Joseph Duffy)‏ (1860 في أستراليا - 1936) هو لاعب كريكت أسترالي. لعب مع فريق فكتوريا للكريكت.

## وصلات خارجية
- جوزيف دوفي على موقع إي آس بي آن كريك إنفو (الإنجليزية)